# Cruzeiro de São João
O Cruzeiro de São João é um cruzeiro localizado no atual Largo de São João, na freguesia de Castelo Branco, município do mesmo nome, distrito de Castelo Branco, em Portugal.
É vizinho ao Parque da Cidade e ao Jardim do Paço.

## História
Foi erguido no início do século XVI diante de uma igreja com a mesma denominação, templo esse demolido no início do século XX.
Encontra-se classificado como Monumento Nacional desde 16 de junho de 1910 publicado no DG nº 136, de 23 de junho de 1910.

## Características
Em granito, de decoração vegetalista, apresenta ainda uma Cruz de Cristo. Na base, octogonal, foram esculpidas figuras humanas, acorrentadas, numa possível alusão à tentação.